# Agonist receptorja za glukagonu podobni peptid 1
Agonisti receptorja za glukagonu podobni peptid 1, agonisti receptorja GLP-1 ali mimetiki inkretina so skupina učinkovin za zdravljenje sladkorne bolezni tipa 2. Gre za novejšo skupino antidiabetikov, ki so bili sprva na voljo le v obliki za podkožno injiciranje, od leta 2019 pa je na tržišču tudi peroralno zdravilo. Mednje spadajo eksenatid, liraglutid, liksizenatid, albiglutid, dulaglutid in semaglutid.
Delujejo tako, da se vežejo na receptor za glukagonu podobni peptid 1 in posnemajo učinek tega inkretina. Na podoben način delujejo tudi učinkovine iz skupine zaviralcev dipeptidil peptidaze 4 (DPP-4), vendar ti zavrejo encim, ki inaktivira inkretine in s tem povečajo njihov učinek.
Zaradi učinka na zmanjševanje telesne mase so določene agoniste receptorja GLP-1 začeli uporabljati nenamensko za zdravljenje debelosti. Liraglutid in semaglutid pa sta kasneje pridobila tudi uradno dovoljenje za zdravljenje debelosti.

## Klinična uporaba

### Sladkorna bolezen tipa 2
Prvotna indikacija vseh agonistov receptorja GLP-1 je zdravljenje sladkorne bolezni tipa 2. Po smernicah še naprej ostaja metformin zdravilo izbora v večini primerov. Vendar pa se lahko namesto metformina uporabi agonist receptorja GLP-1, če je metformin kontraindiciran ali ga bolnik ne prenaša. Nadalje se lahko agonist receptorja GLP-1 doda metforminu, kadar zdravljenje samo z metforminom ni dovolj učinkovito ali kadar so prisotne nekatere pridružene bolezni (npr. srčno popuščanje, kronična ledvična bolezen, aterosklerotična srčno-žilna bolezen).

### Debelost
Agonisti receptorja GLP-1 zmanjšujejo telesno maso, in sicer zaradi zaviranja praznjenja želodca in z neposrednim učinkom na hipotalamus, s čimer povečajo občutek sitosti ter zmanjšajo občutek lakote. Posledično so določene agoniste receptorja GLP-1 začeli uporabljati nenamensko za zdravljenje debelosti. Liraglutid in semaglutid pa sta kasneje pridobila tudi uradno dovoljenje za zdravljenje debelosti. Uporabljata se kot dodatno zdravljenje k dieti z zmanjšanim vnosom kalorij in povečani telesni dejavnosti za obvladovanje telesne mase pri odraslih bolnikih z začetnim indeksom telesne mase (ITM) ≥ 30 kg/m2 (tedaj govorimo o debelost) ali ≥ 27 kg/m2 do < 30 kg/m2 (govorimo o prekomerni telesni masi), če je sočasno prisotna vsaj ena z debelostjo povezana bolezen.

## Poti uporabe
Zaradi svoje polipeptidne sestave so bili agonisti receptorja GLP-1 sprva na voljo le v obliki za podkožno injiciranje, od leta 2019 pa na trgu tudi agonist receptorja GLP-1 v obliki tablet, in sicer gre za peroralno obliko semaglutida.

## Mehanizem delovanja
Agonisti receptorjev GLP-1 so polipeptidne učinkovine, ki posnemajo delovanje endogenega inkretina glukagonu podobnega polipeptida 1 (GLP-1). Inkretini, med katere poleg GLP-1 spada tudi na primer od glukoze odvisni inzulinotropni peptid (GIP), so polipeptidni hormoni, ki jih izločajo enteroendokrine celice tankega črevesa. Iz celic prebavil se izločijo kot posledica zaužitja hranilnih snovi in so odgovorni za t. i. »inkretinski učinek« – izločanje inzulina iz celic β trebušne slinavke je po peroralni aplikaciji glukoze mnogo večje v primerjavi z intravensko aplikacijo. Za sladkorno bolezen tipa 2 je značilno moteno delovanje inkretinov. Posledica je pojav postprandialne hiperglikemije. Inkretini vplivajo na več kot 70 % celotnega izločanja inzulina iz trebušne slinavke pri posameznem obroku.
Agonisti GLP-1 v odvisnosti od koncentracije glukoze spodbujajo izločanje inzulina, zavirajo izločanje glukagona, zavirajo jetrno glukoneogenezo, upočasnijo praznjenja želodca in spodbujajo občutek sitosti.

## Neželeni učinki
Med najpogostejše neželene učinke spadajo slabost, bruhanje in driska. Občutek slabosti in bruhanje sta pričakovana, saj agonisti receptorja GLP-1 upočasnijo praznjenje želodca. Drugi neželeni učinki so še na primer žolčni kamni (holelitiaza), holecistitis (vnetje žolčnika) in akutni pankreatitis.

## Predstavniki
Na trgu je že več učinkovin iz skupine agonistov GLP-1, ki se med seboj razlikujejo v strukturi. Razdelimo jih v dve skupini:
- analoge eksendina-4
  - eksenatid
  - liksizenatid
- humane agoniste receptorjev GLP-1 
  - albiglutid
  - liraglutid
  - dulaglutid
  - semaglutid